# 工藤進英
工藤進英（くどう しんえい、1947年（昭和22年）7月6日 - ）は、日本の外科医。専門は消化器外科、大腸内視鏡。

## 経歴
1947年（昭和22年）秋田県仙北郡西仙北町生まれ。1966年（昭和41年）秋田県立秋田高等学校卒業。1973年（昭和48年）新潟大学医学部卒業。同外科に入局し助手を務める。1985年（昭和60年）秋田赤十字病院外科部長。1992年（平成4年）同病院胃腸センター長。2000年（平成12年）昭和大学教授、昭和大学横浜市北部病院消化器センター長。2001年（平成13年）同病院副院長兼務。
1980年代後半、それまでの「大腸癌はポリープから発生する」という定説を覆し、既に日本で数例発見されていたが特殊な事例であるとされていた陥凹型大腸癌を臨床で次々と見出だし、またその治療法としての内視鏡による粘膜切除術の手技と有用性を報告し、大腸癌の初期病変として陥凹型早期大腸癌が重要であることを日本国内の医学界に周知せしめた。
内視鏡は主に内科医が扱うものであったが、自身が勤務してきた病院（新潟大学医局、秋田赤十字病院）では大腸の検査に内視鏡を扱える内科医がおらず、1人だけで内視鏡を操作する「1人法」を工夫しつつ自ら大腸内視鏡検査をこなしてきた。これまで累計では10万例に及ぶ大腸内視鏡検査を経験しており、ベテランの医師でも30分はかかるという大腸内視鏡検査を5分で完了させる。また、上記の経緯から、自身がセンター長を務める昭和大学横浜市北部病院消化器センターでは科目の枠組を撤廃し、内科医と外科医が一体で診療して総合的な対応ができる体制を確立した。
2010年（平成22年）には一時民主党秋田県連により参院選秋田県選挙区党公認候補選考の対象者に擬せられた。またその後、みんなの党からも参院選出馬を打診され、「地方の医療崩壊を食い止め、医療立県を実現するため、政治家の道を検討」したが、「政治活動に時間が取られることで、患者の治療に影響が出る」と考え、立候補を見送った。

## 学会及び社会における活動
- 日本消化器内視鏡学会理事
- 日本消化器病学会財団評議員
- アメリカ消化器内視鏡学会国際会員
- アメリカ消化器病学会国際会員

## 著書

### 単著
- 『早期大腸癌―平坦・陥凹型へのアプローチ』 医学書院、1993年。ISBN 978-4-2601-2437-9。
- 『大腸内視鏡検査法』 医薬ジャーナル社、1993年。ISBN 978-4753214082。
- 『陥凹型早期大腸癌―診断と治療の新しい展開』 日本メディカルセンター、1996年。ISBN 978-4-8887-5091-2。
- 『大腸内視鏡挿入法』 医学書院、1997年。ISBN 978-4-2601-2447-8。
- 『大腸内視鏡Q&A』 医薬ジャーナル社、2000年。ISBN 978-4-7532-1829-5。
- 『大腸内視鏡治療』 医学書院、2000年。ISBN 978-4-2601-1962-7。
- 『EMRのコツと落とし穴〈1〉上部消化管』 中山書店、2005年。ISBN 978-4-5216-7141-3。
- 『EMRのコツと落とし穴〈2〉下部消化管』 中山書店、2005年。ISBN 978-4-5216-7181-9。
- 『大腸pit pattern診断』 医学書院、2005年。ISBN 978-4260106733。
- 『大腸がんでは死なせない―早期発見・治療で大腸がんは完治する!』 土屋書店、2009年。ISBN 978-4-8069-1071-8。
- 『見えないがんを追う―大腸内視鏡が拓く医療フロンティア』 新潮社、2009年。ISBN 978-4-1031-8021-0。

### 共著
- 中村孝司、多田正大、工藤進英『大腸ポリペクトミーはどこまで必要か』 日本メディカルセンター、1997年。ISBN 978-4-8887-5097-4。
- 工藤進英、井上晴洋、 樫田博史『ステップアップ!消化器内視鏡トレーニング』 中山書店、2009年。ISBN 978-4-5217-3177-3。